# Setra S 416 NF
De Setra S 416 NF was een low-entry-autobus, geproduceerd door de Duitse busfabrikant Setra en was de opvolger van de S 319 NF.

## Beschrijving
De in- en uitstap was verlaagd, waardoor er geen treden nodig waren. De NF in de benaming stond voor Niederflurbus, wat weer lagevloersbus betekende. Het gedeelte tussen de voor- en achterdeur lag op dezelfde hoogte. Het gedeelte waar de stoelen zaten was wel verhoogd.
Dit model is in 2013 uit productie gegaan en werd in 2014 vervangen door de Setra S 416 LE Business.

## Inzet
Dit model bus wordt veelal in Duitsland ingezet bij zowel openbaarvervoerbedrijven als touringcarbedrijven. Maar er zijn ook enkele exemplaren geëxporteerd naar onder meer Frankrijk en Luxemburg.
| Bedrijf             | Aantal    | Series    | Inzet     | Opmerking |
| Luxemburg           | Luxemburg | Luxemburg | Luxemburg | Luxemburg |
| ------------------- | --------- | --------- | --------- | --------- |
| Voyages Emile Weber | 11        | ??        | Luxemburg |           |
| Voyages Vandivinit  | 1         | VV2049    | Luxemburg |           |

## Verwante bustypen

### Hoge vloer
- Setra S 415 H - 12 meteruitvoering (2 assen)
- Setra S 416 H - 13 meteruitvoering (2 assen)
- Setra S 412 UL - 11 meteruitvoering (2 assen)
- Setra S 415 UL - 12 meteruitvoering (2 assen)
- Setra S 416 UL - 13 meteruitvoering (2 assen)
- Setra S 417 UL - 14 meteruitvoering (3 assen)
- Setra S 419 UL - 15 meteruitvoering (3 assen)

### Lage vloer
- Setra S 415 NF - 12 meteruitvoering (2 assen)